# Prezent
Prezentul (sau acum) este momentul care este asociat cu evenimentele percepute direct (și pentru prima dată), nu ca o amintire (percepută mai mult de o singură dată) sau ca o speculație (prezicere, ipoteză, nesiguranță). Este perioada de timp dintre trecut și viitor și poate varia, ca durată, de la o clipă la o zi sau mai mult. În datarea radioactivă pe baza izotopului de carbon, "prezentul" este definit ca începând din 1950 AD.